# Cantonul Longwy
Cantonul Longwy este un canton din arondismentul Briey, departamentul Meurthe-et-Moselle, regiunea Lorena, Franța.

## Comune
| Comune | Populație (1999) | Cod poștal | Cod INSEE |
| ------ | ---------------- | ---------- | --------- |
| Longwy | 14.521           | 54400      | 54323     |